# Klaus Koch
Pour les articles homonymes, voir Koch.
Klaus Koch (né le 2 septembre 1936 à Leipzig et mort le 7 novembre 2000 à Berlin) est un musicien de jazz allemand.

## Biographie
Après des études de musique classique à l'École supérieure de musique et de théâtre Felix Mendelssohn Bartholdy de Leipzig, Koch joue de 1962 à 1964 dans le Werner Pfüller Quintett puis auprès de Michael Fritzen. Entre 1964 et 1966, il fait partie du Joachim Kühn Trio, une formation de jazz de premier plan en RDA, où, outre le jazz classique, le free jazz joue un rôle de plus en plus important. À partir de 1966, il est membre du Rundfunk-Tanzorchester Leipzig et joue également avec l'ensemble jazz de radio Studio IV en 1967. De 1966 à 1974, Koch joue dans le Friedhelm Schönfeld Trio, un autre pionnier du free jazz en RDA. De plus, il participe à plusieurs projets de Václav Zahradník à Prague.
Une longue coopération et amitié commence en 1972 avec le saxophoniste Luten Petrowsky. À partir de 1975, Koch joue au sein de Synopsis. Après la dissolution de Synopsis, Koch appartient au Trio Ernst-Ludwig-Petrowsky, qui est élargi en quatuor au début des années 1980, et joue notamment avec Günter Sommer, Heinz Becker et Joe Sachse. Koch est également l'un des musiciens réguliers des groupes d'ateliers d'Ulrich Gumpert et Hans Rempel.
Koch apparaît régulièrement à côté d'Albert Mangelsdorff, Manfred Schoof, Christian Escoudé, Trevor Watts, John Tchicai, Steve Lacy, Willem Breuker, Evan Parker, Peter Brötzmann ou Paul Lytton. Il donne des concerts en duo avec les bassistes Maarten Altena et Joëlle Léandre ou en trio avec Jay Oliver et Buschi Niebergall. À partir du milieu des années 1980, Koch joue dans le Grubenklangorchester de Georg Graewe, au sein de KoKoKo avec Eckard Koltermann, Christian Muthspiel et Sainkho Namtchylak et également avec Tony Oxley et Bill Dixon. Dans les années 1990, Koch est membre du Monoblue Quartet de Franz Koglmann, où il prend part en 1994 à l'album We Thought About Duke.